# انگربودا

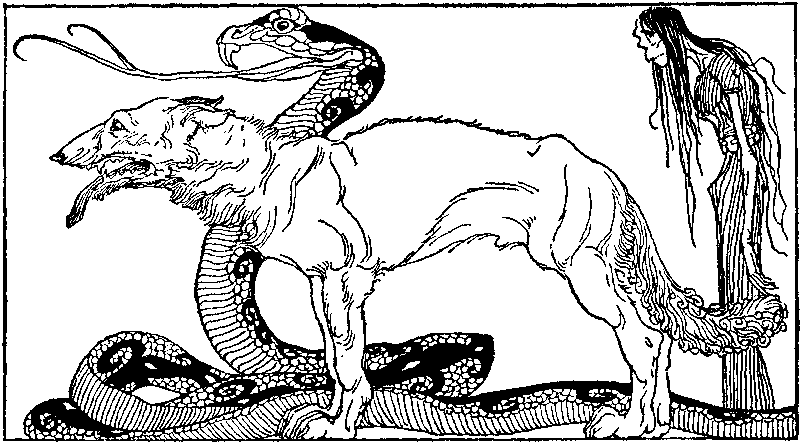
فرزندان لوکی و انگربودا: هل ، فنریر و یورمونگاندتصویر اثر:Willy Pogany

انگربودا (به زبان نروژی باستان: Angrboða) (به معنی کسی که غم و اندوه به ارمغان می‌آورد) در اساطیر اسکاندیناوی، عنوان ماده غولی در سرزمین یوتون‌هایم است که به عنوان خدمتکار یا معشوقه ایزد شرارت لوکی به شمار می‌رود. بر طبق ادای شاعرانه او سه هیولای هولناک به دنیا آورد که شامل: گرگ عظیم‌الجثه فنریر، مار میدگارد یورمونگاند و ایزدبانوی مرگ و فرمانروای هل‌هایم، هل می‌باشند. ایزدان زمانی که به خطرناک بودن این فرزندان پی بردند، آن‌ها را از انگربودا ربودند.
در این میان هل به هل‌هایم تبعید شد که یکی از نه بخش جهان در کیهان‌شناسی نورس محسوب می‌شود، مار میدگارد یورمونگاند به اقیانوس افکنده می‌شود و آنچنان رشد می‌کند که دورتادور زمین را می‌گیرد و دمش را گاز می‌گیرد، و در نهایت فنریر که توسط زنجیری جادویی و نامرئی که بوسیلهٔ دورف‌ها ساخته شده بود به بند کشیده شد.